# Negro spirituals

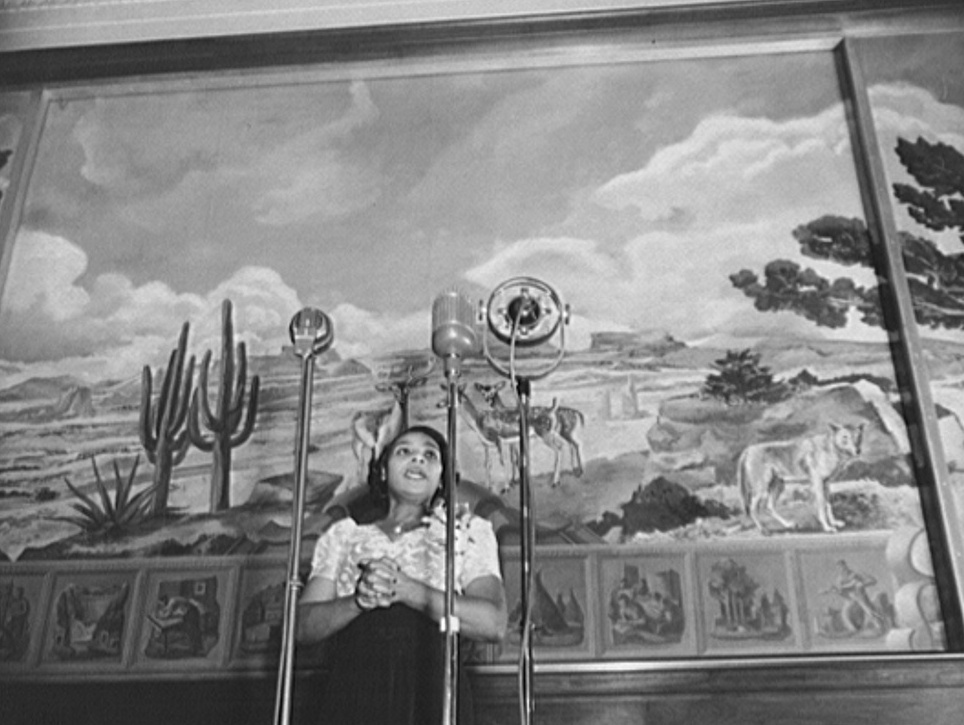
Marian Anderson nadaje w radiu pieśni

Negro spirituals – pieśni tworzone przez czarnoskórych niewolników mające treść i charakter religijny. Opierały się na schemacie: do śpiewanej przez lidera frazy tłum dośpiewywał dalszy ciąg. 
Początkowo zupełnie nie były uznawane przez białych ludzi, jednak pod koniec XIX w. zaczęły przenikać także do ich kultury, aby w końcu stać się jedną z gałęzi amerykańskiej muzyki ludowej. Są one jednym z gatunków, z których wywodzi się blues.
Przykład negro spirituals to Go Down Moses.